# Погорілий Віктор Сергійович
Ві́ктор Сергі́йович Погорі́лий (29 травня 1980 — 29 серпня 2014) — підполковник (посмертно) Збройних сил України, учасник російсько-української війни.

## Короткий життєпис
Народився 1980 року в місті Звенигородка (Черкаська область). Закінчив музичну та спортивну школи. Неодноразовий призер районних та обласних спортивних змагань.
1997 року вступив до Одеського інституту сухопутних військ, по закінченні якого у 2001 році був направлений до 93-ї бригади. Служив на посадах командира роти, начальника гарнізонного клубу, заступника командира батальйону.
Заступник командира 1-го батальйону по роботі з особовим складом, 93-тя окрема механізована бригада.
На фронті перебував з березня 2014 року. Загинув під Іловайськом під час прориву з оточення, поблизу села Новокатеринівка. Загинув разом зі значною частиною бійців 93-ї механізованої бригади, які станом на грудень 2016 року не ідентифіковані.
Був ексгумований пошуковцями Місії «Евакуація-200» («Чорний тюльпан») 11 вересня 2014-го. Упізнаний за експертизою ДНК. Вважався зниклим безвісти, у березні 2015 року ідентифікований серед похованих невідомих Героїв.
Перепохований у селі Голубівка Новомосковського району 21 березня 2015-го.
Залишилися батьки і дружина та двоє малолітніх дітей.

## Нагороди та вшанування
За особисту мужність і героїзм, виявлені у захисті державного суверенітету та територіальної цілісності України, вірність військовій присязі під час російсько-української війни, відзначений — нагороджений
- 17 липня 2015 2016 року — орденом Богдана Хмельницького III ступеня (посмертно)[1]
- Його портрет розміщений на меморіалі «Стіна пам'яті полеглих за Україну» в Києві: секція 3, ряд 7, місце 40
- Вшановується 29 серпня на щоденному ранковому церемоніалі вшанування українських захисників, які загинули цього дня в різні роки внаслідок російської збройної агресії[2]
- його іменем названо вулицю в Звенигородці